# Constantin Luger

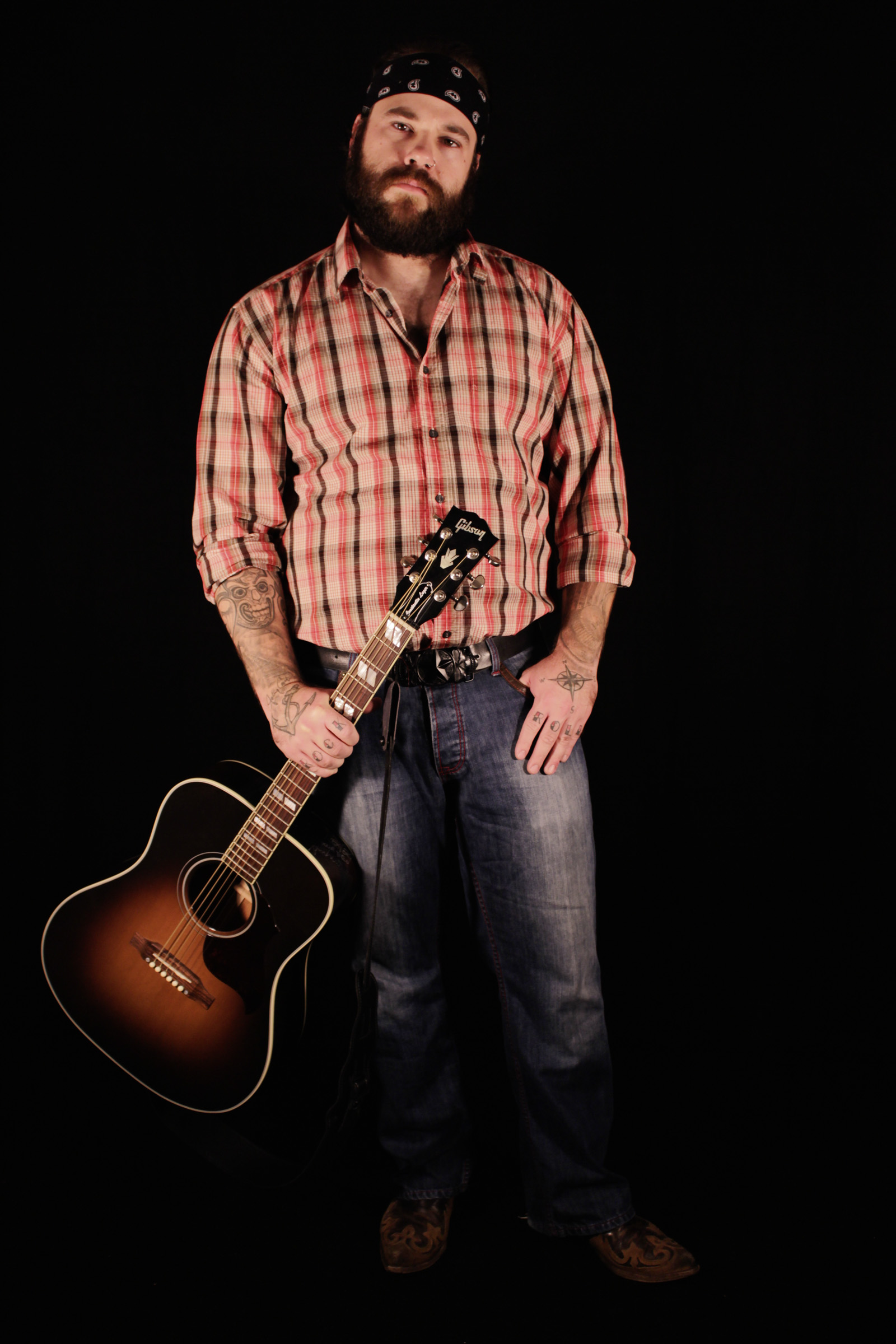
Constantin Luger

Constantin „Consti“ Luger (* 10. November 1981 in Wiener Neustadt) ist ein österreichischer Musiker, Moderator und Kulturwissenschaftler. Er tritt vor allem als Singer-Songwriter auf, ist aber auch im Bereich der klassischen Musik als Opernsänger und Liedinterpret tätig.

## Leben

### Frühe Jahre und Ausbildung
Luger war ab 1995 zunächst als Gitarrist in mehreren Schüler- und Teenagerbands tätig. Gleichzeitig begann er erste Songs zu schreiben. In den folgenden Jahren arbeitete er als Studiomusiker an der Gitarre, wo er an zahlreichen Tonträger-Einspielungen mitwirkte, sowie auch als Livemusiker mit verschiedenen Formationen auftrat. Ab 2003 belegte er an der Kunstuniversität Graz das Fach Toningenieur und gründete das Tonstudio Luger Music Productions mit dazugehörigem Plattenlabel. Nach mehreren Jahren als Produzent von österreichischen Bands wie 3 Feet Smaller, No More Encore oder The Gogets und als Mastering-Engineer einiger internationaler Punkmusik-Sampler, beschloss er sich ab 2007 ausschließlich auf seine Tätigkeit als Musiker zu konzentrieren.
Er schloss an der Universität für Musik und darstellende Kunst Wien Hochschulstudien in Gesang (Konzertfach, Klasse Karlheinz Hanser) sowie in Lied und Oratorium (Klasse David Lutz) zum Magister artium ab. Seither ist er auch als Lehrender aktiv.

### Werdegang
Luger war in Europa und den USA als Sänger, Moderator, MC und Show Host tätig. Er moderierte Veranstaltungen wie die „Inked Out New Jersey Tattoo Show“, „The Biggest Tattoo Show On Earth“ in Las Vegas und mehrere europäische Shows. 2014 arbeitete er an seinem ersten Soloalbum „Rather Dead Than Unremarkable“.
Mit mehreren Auftritten pro Jahr und der Single „Laut für die Leisen“ stand Luger in den Jahren 2012 bis 2014 zusammen mit Musicalsängerin Maya Hakvoort als musikalischer Botschafter der Harley-Davidson Charity Tour für muskelkranke Kinder auf der Bühne. Als Opern- und Liedsänger war er im Bereich der klassischen Musik vor allem in seiner Studienzeit an mehreren Tourneen und Konzertreisen beteiligt, war Gründungsmitglied der Opera Academy of India, und sang in Österreich im Rahmen einiger Produktionen u. a. bei den Salzburger Festspielen, an der Wiener Staatsoper oder im Wiener Musikverein.
2011 bewarb sich Luger bei der österreichischen Casting-Show Die große Chance und stieg bis ins Viertelfinale auf (Staffel 1 / Folge 5). In dem Film Ice Age 4 – Voll verschoben synchronisierte er 2012 die Rolle des „Großen Herdentiers“.
Luger wirkt auch bei diversen Tonträgerproduktionen als künstlerischer Berater mit und ist Autor des im April 2015 im Akademikerverlag erschienenen Fachbuchs mit dem Titel „Die Nebensonnen“ – Beispiel der musikalischen und sprachlichen Analyse eines Kunstlieds anhand von Lied Nr. 23 aus Schuberts „Winterreise“

## Aktuelle Karriere
Mit Veröffentlichung seines Soloalbums „Berlin bis Wien“ im Jahr 2018 fokussierte sich Luger zunehmend auf die Interpretation eigener Titel in österreichischer Mundart, als Solokünstler wie auch mit seiner Band Constantin Luger & die Kaisermelange. Die Band absolvierte unter anderem mehrere Auftritte beim Wiener Donauinselfest, spielte 2023 bei der „Preise runter“ Kundgebung des ÖGB vor rund 10.000 Menschen am Maria-Theresien-Platz in Wien, oder auch bei der Anton-Benya-Preisverleihung 2024 im Wiener Rathaus. Luger ist darüber hinaus Inhaber des Mixing- und Masteringstudios Pure Heritage Music und nach wie vor als Studio- und Livemusiker sowie als Produzent an verschiedenen Projekten beteiligt.

### Politisches Engagement
Als Sohn eines SPÖ-Politikers begann Luger seine politische Laufbahn zusammen mit Magdi Seifert über eine Kandidatur für den VSStÖ bei den ÖH-Wahlen 2021. Sie erreichten aus dem Stand drei Mandate in der Universitätsvertretung der Universität für Musik und darstellende Kunst Wien (mdw). Dieser gehört Luger seit 3 Perioden an. Über rund 3 Jahre leitete er gleichzeitig eine SPÖ-Ortsgruppe in Niederösterreich, bevor er schließlich zur SPÖ Wien-Margareten wechselte. Bei den Nationalratswahlen 2024 trat Luger auf einem hinteren Platz der SPÖ-Bundesliste an. Luger engagiert sich öffentlich für Demokratie- und Diversitätsthemen und tritt als Musiker oder Aktivist auch immer wieder bei Kundgebungen auf, wie etwa beim Lichtermeer 2024 in Wiener Neustadt oder bei der Akademikerball-Gegendemo 2024 in Wien.

### Universität für Musik und darstellende Kunst Wien
An der Universität für Musik und darstellende Kunst Wien (mdw) ist Luger derzeit als Assistent von Prof. Walter Werzowa am Institut für Kompositionsstudien, Ton- und Musikproduktion tätig sowie Doktorand am Institut für Kulturwissenschaften und Gender Studies und Mitglied der Universitätsvertretung. Nach mehrjähriger Tätigkeit wurde Luger im Juli 2024 zum stellvertretenden Vorsitzenden des Arbeitskreises für Gleichbehandlungsfragen (AKG) an der mdw gewählt.

## Diskographie (eigene Alben)
- 2020: In Quarantäne (Album, Boatswain Records)
- 2019: Constantin Luger & die Kaisermelange – Reissts eich zamm (Single, Boatswain Records)
- 2018: Constantin Luger & die Kaisermelange – Da Kurti (EP, Boatswain Records)
- 2018: Berlin bis Wien (Album, Boatswain Records)
- 2017: Rock 'n' Rolla Baby (Single, Boatswain Records)
- 2016: Schene Weihnochtszeit (Single, Boatswain Records)
- 2016: American Songbook feat. Flo Gansrigler (Album, Boatswain Records)
- 2016: When the Last Ship Leaves feat. Rizmal (Single, Boatswain Records)
- 2016: DJ E-MaxX feat. Constantin Luger – Sleepless Nights (Single, Stardome Recordings)
- 2015: Live In Las Vegas (Album, Luger Music)
- 2015: A Classical Evening With Constantin Luger (Album, Luger Music)
- 2014: Rather Dead Than Unremarkable (Album, Balloon Records)
- 2014: Maya Hakvoort & Constantin Luger – Laut für die Leisen (Single, Balloon Records)
- 2013: Living Without Love (Single, SR Sound Promotion)
- 2013: Constantin Luger & The Jailhouse Dogs: Live in Vienna (Album, Magao Records)
- 2012: A Tribute To Johnny Cash (Album, Luger Music)
- 2006: Hart&Fried&Co – #1 (Album, Luger Music)
- 2005: Hart&Fried&Co – I bin a Baraberer (Single, Stella Musica)
- 2005: Francis Lane – Jochen Rindt und die Angst fuhr mit ihm mit (Single, Luger Music)